# Nur Shams
Le camp Nur Shams (arabe : مخيّم نور شمس) est un camp de réfugiés palestiniens du Gouvernorat de Tulkarem situé trois kilomètres à l'est de Tulkarem.
Le camp a été fondé en 1952 par des Palestiniens expulsés lors de la création d'Israël. Il abrite 14 000 personnes en 2024. 

## Histoire
Depuis début 2023, le camp et sa région est, comme ceux de Jénine et d'Askar, l'objet d'attaques militaires israéliennes,,. En conséquence, outre les meurtres de Palestiniens, les routes ont été détruites, 300 boutiques et 1 300 immeubles eux aussi détruits ou abîmés, tandis que l'électricité, la distribution et l'évacuation de l'eau ont été mis hors d'usage. L’objectif de l'armée israélienne serait de pousser les habitants à fuir en détériorant grandement leurs conditions de vie, déjà précaires.
Après l'entrée en vigueur d'un cessez-le-feu à Gaza en janvier 2025 Israël déclenche une offensive contre plusieurs camps de réfugiés en Cisjordanie occupée, dont celui de Nur Shams. Des dizaines de personnes sont tuées, dont des enfants. Au 23 février, le gouvernement israélien annonce que son armée a fini de vider le camp de Nur Shams de ses habitants et qu'elle interdirait leur retour.